# Kekosaari (ö i Norra Karelen, Pielisen Karjala)
Kekosaari är en ö i Finland. Den ligger i sjön Jero och i kommunen Lieksa i den ekonomiska regionen  Pielinen-Karelen  och landskapet Norra Karelen, i den sydöstra delen av landet, 400 km nordost om huvudstaden Helsingfors. Öns area är 0,1 hektar och dess största längd är 50 meter i sydöst-nordvästlig riktning.